# Asterio (nome)
Asterio  è un nome proprio di persona italiano maschile.

## Varianti
- Maschili: Asterione[2]
- Femminili: Asteria[1][2]

### Varianti in altre lingue
- Catalano: Asteri
  - Femminili: Astèria
- Francese: Astérios
  - Femminili: Astéria
- Greco antico: Ἀστέριος (Asterios)[3], Ἀστερίων (Asterion)
  - Femminili: Ἀστερία (Asteria)
- Greco moderno
  - Femminili: Αστερία (Asteria)
- Latino: Asterius[1], Asterion
  - Femminili: Asteria[1]
- Polacco: Asteriusz
  - Femminili: Asteria
- Portoghese: Astério
  - Femminili: Astéria
- Russo: Астерий (Asterij)
  - Femminili: Астерия (Asterija)
- Spagnolo: Asterio
  - Femminili: Asteria
- Ungherese: Aszter, Aszteriosz
  - Femminili: Asztéria

## Origine e diffusione
Deriva dall'antico nome greco Ἀστέριος (Asterios) o Ἀστερίων (Asterion); è basato sull'omonimo aggettivo che significa "stellato", a sua volta da ἀστήρ (aster, "stella"). Dalla stessa radice sono tratti i nomi Astro e Astrea.
Sia al maschile che al femminile è portato da numerose figure della mitologia greca, fra le quali spiccano Asterio o Asterione, primo re di Creta e marito di Europa, e Asteria, figlia dei Titani Ceo e Febe.

## Onomastico
L'onomastico si può festeggiare in memoria di diversi santi, alle date seguenti:
- 3 marzo, sant'Asterio, senatore romano martire a Cesarea marittima sotto Gallieno[4]
- 10 giugno, sant'Asterio, vescovo di Petra[4]
- 23 agosto, sant'Asterio, martire con i fratelli Claudio e Neone ad Egea, sotto Diocleziano[4]
- 19 ottobre, sant'Asterio, martire a Ostia nel III secolo[4]

La forma femminile può festeggiarlo invece il 10 agosto in memoria di santa Asteria, vergine e martire con la sorella Grata a Bergamo.

## Persone
- Asterio di Amasea (335 circa – 410 e il 425), vescovo e scrittore greco antico
- Asterio di Milano (... – 640), arcivescovo di Milano
- Asterio di Petra, vescovo e santo romano
- Lucio Turcio Aproniano Asterio (IV secolo), questore, pretore e praefectus urbi
- Turcio Rufio Aproniano Asterio (V secolo), letterato e console romano

## Il nome nelle arti
- Asterione, nella traduzione del manga Asterion del Cane da caccia, è un personaggio della serie manga e anime I Cavalieri dello zodiaco.